# Winner Medical

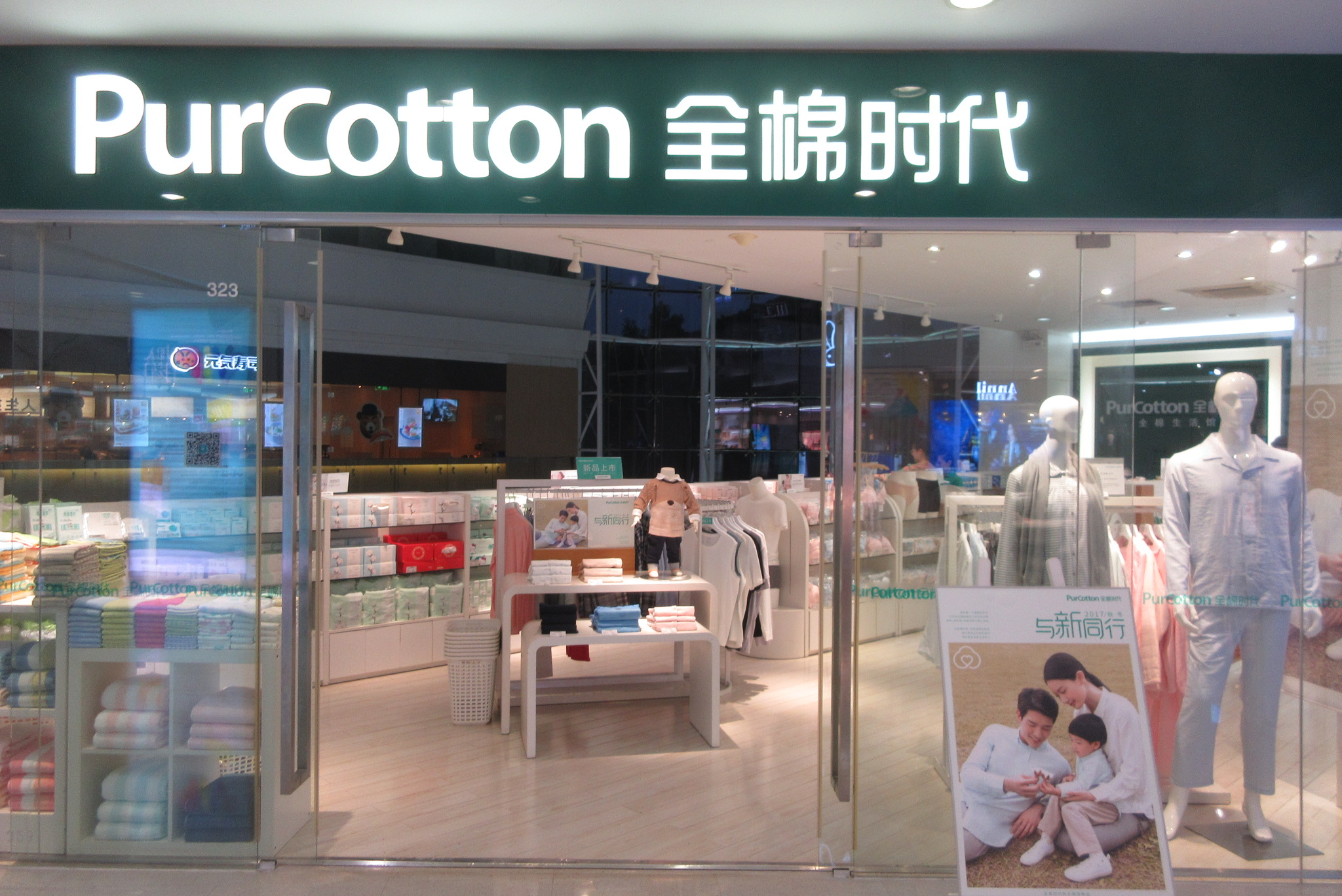
Pure Cotton-Shop in Shenzhen, 2017

Winner Medical (vereinfachtes Chinesisch: 稳健医疗; traditionelles Chinesisch: 穩健醫療), kurz für Winner Medical Co., Ltd., ist ein chinesischer Hersteller von Medizinbedarf wie Desinfektionsmittel, Verbandsmaterial, Schutzkleidung sowie einer Palette von Zubehör für Krankenhäuser, Ärzte und andere Sektoren des Gesundheitswesens. Das Unternehmen wurde 1991 von Li Jianquan gegründet und hat seinen Hauptsitz in Shenzhen.
Zum Unternehmen zählen die drei Marken „Winner“, „PurCotton“, eine chinaweit verbreitete Ladenkette, in der ausschließlich Produkte aus reiner Baumwolle angeboten werden,  und „PureH2B“, ein Hersteller von medizintechnischen Geräten.
Zwischen 2005 und 2010 vollzog das Unternehmen Börsengänge an den Handelsplätzen OTCBB, AMEX und NASDAQ.
Winner Medical entwickelte 2005 die Technologie eines speziellen Vliesstoffs, der u. a. bei der Produktion von medizinischen Masken verwendet wird. Im Jahr 2019 produzierte die Firma 109 Millionen Schutzmasken in einem Zeitraum von fünf Wochen bis zum 26. Januar 2020.